# لسان الحمل الكبير
لِسَان الحَمَل الكَبِير أو لسان الحمل أو آذَان الجَدْي أو ذَنب الثعلب أو ذنب الفار أو آذان الجَدي أو ذنب اليربوع أو لسان الكلب أو بَرْد و سلام أو كثير الأضلاع أو اليَزّوزَة أو المصَّاصَة أو وَرَقى صابون وهو نوع من لِسَان الحَمَل.

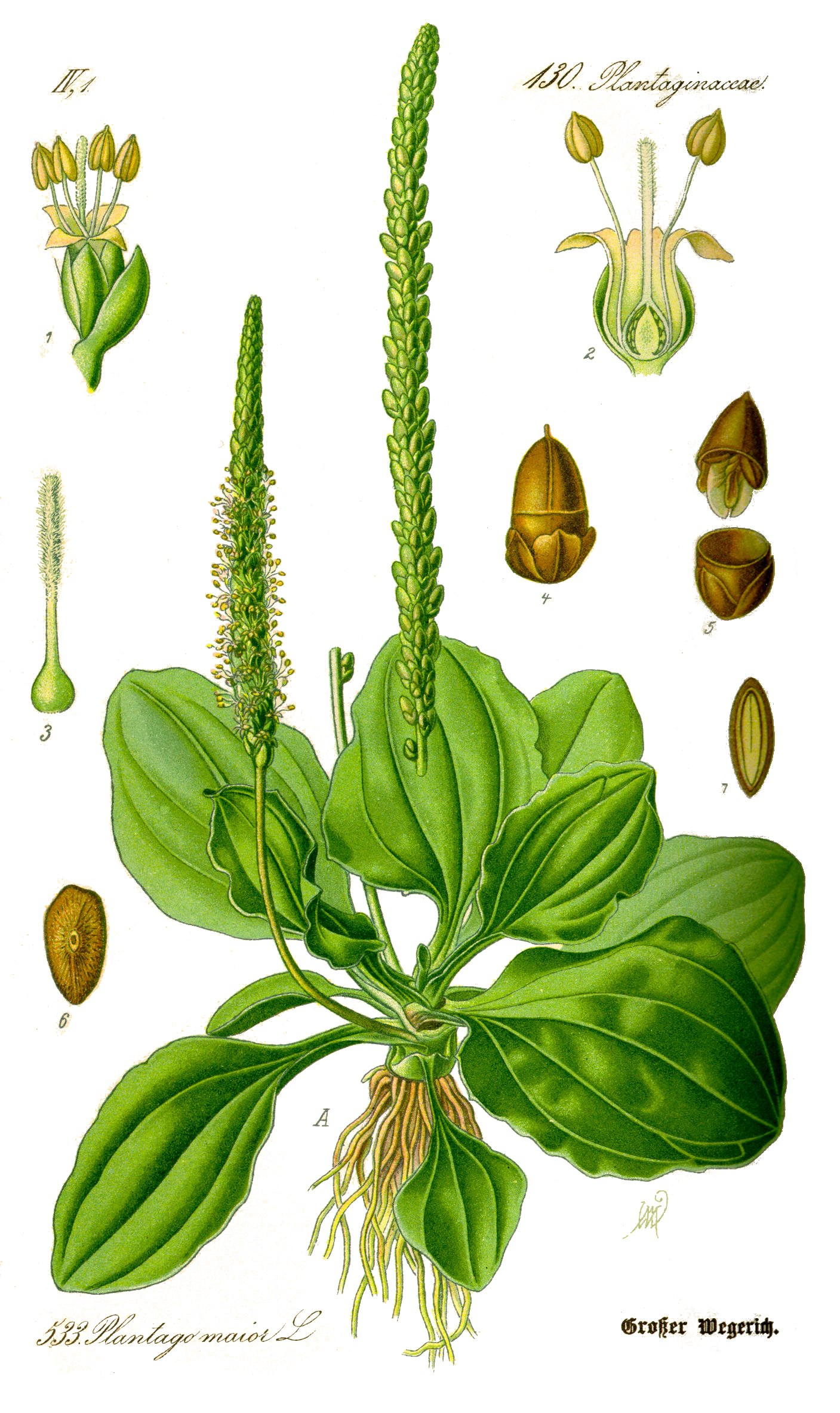
لسان الحمل الكبير
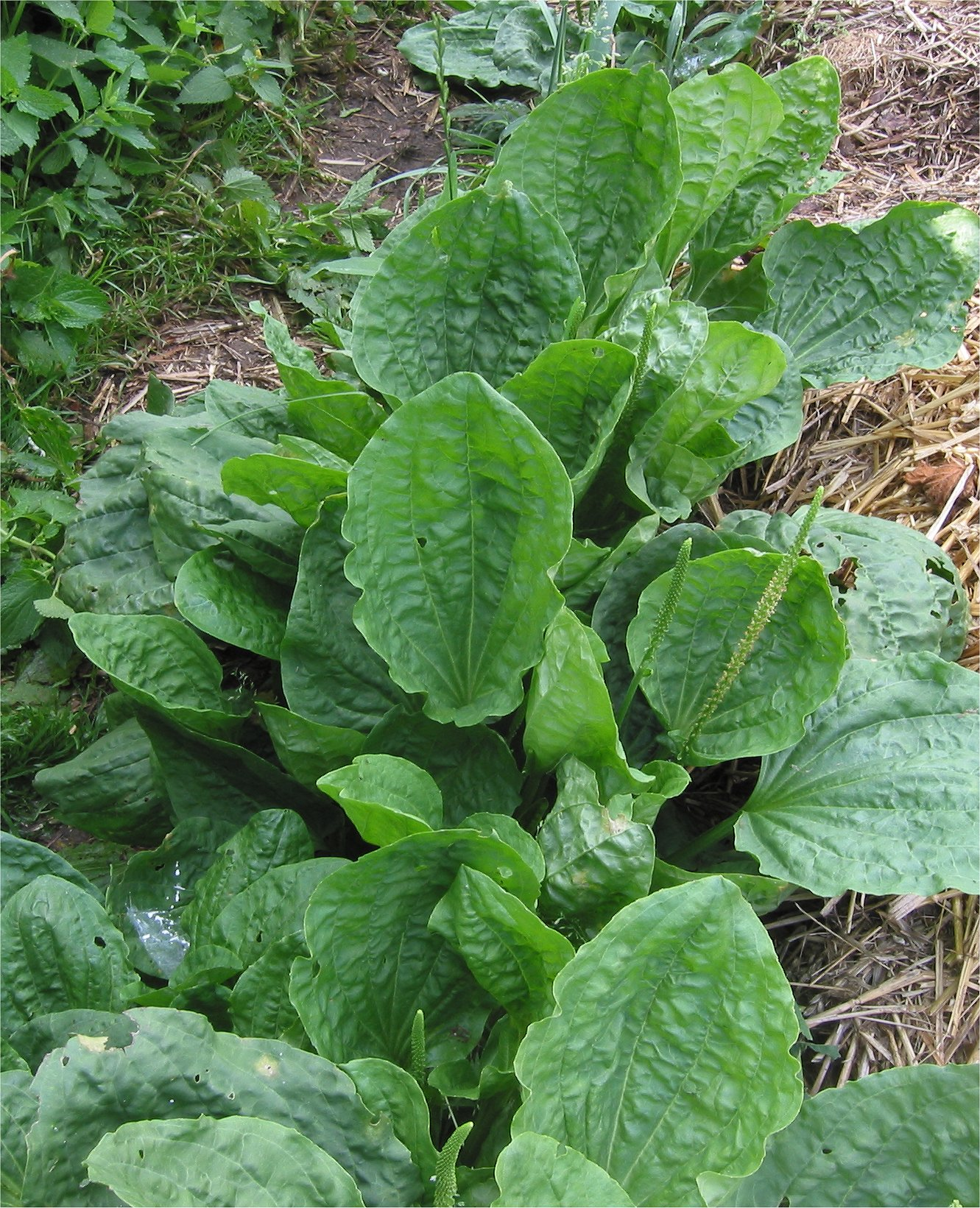
لسان الحمل الكبير
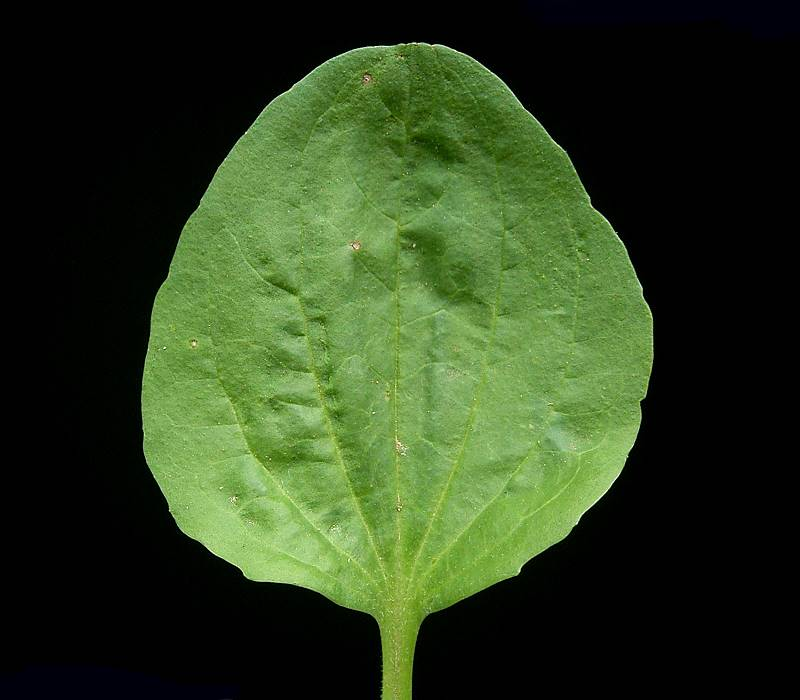
ورقة لسان الحمل الكبير
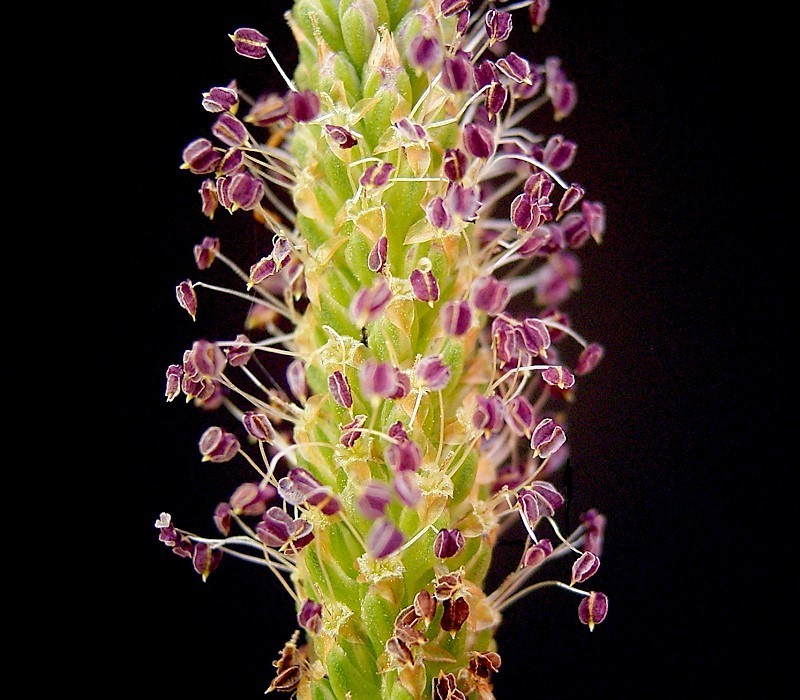
زهرة لسان الحمل الكبير